# Beauf
Pour l’article ayant un titre homophone, voir Bauffe.
Le beauf — mot d'argot français employé dans le langage courant — est un stéréotype de Français moyen vulgaire, inculte et borné.
Passé dans le langage familier, le personnage du « beauf », abréviation de « beau-frère », est baptisé par le dessinateur Cabu dans Charlie Hebdo en 1973, puis repris dans une rubrique du Canard enchaîné et plusieurs albums de dessins du même auteur (Le Grand Duduche, Mon beauf, À bas toutes les armées, Les nouveaux beaufs).

## Origine
La représentation du beauf nait dans les bandes dessinées de Cabu, présentant une vision caricaturale de certaines formes de classe ouvrière, bourgeoise ou petite bourgeoise. Le « beauf de Cabu », représenté à l'origine comme un personnage bedonnant et moustachu, est conçu, dans sa première version, comme l'archétype d'une sorte de patron de bistrot. Pour Cabu : « Le beauf c’est le type qui assène des vérités, ses vérités, il ne réfléchit absolument pas, il est porté par les lieux communs, par le « bon sens » entre guillemets, par des certitudes dont il ne démordra jamais. Il ne lit plus d’abord. Il ne lit plus de journaux. C’est la mort du papier. ».
Le personnage, dont le type physique approximatif est représenté par Cabu dès 1965, s'est par la suite développé au gré des conversations de l'équipe de Charlie Hebdo. L'expression « mon beauf » a été créée par François Cavanna en imitant des conversations de bistrot : « Dans ces moments-là, je parlais tout le temps de mon beauf, comme ça, comme on dirait mon frangin […]. Le type avec lequel on regarde le foot à la télé, celui qui vient vous aider à repeindre la cuisine le dimanche, parce que le week-end d'avant, c'est vous qui êtes allé l'aider à bricoler sa voiture. Venant d'un milieu ouvrier, cela symbolisait pour moi les relents de pastis, la pétanque, la connerie morne ». Cabu lui-même reprend l'idée dans ses dessins et fixe, en 1975, le personnage de « Mon Beauf », en s'inspirant d’un patron de bistrot de sa ville de Châlons-sur-Marne mais aussi de Jacques Médecin, à l'époque maire de Nice. Cependant d'après Rose Lamy, Cabu aurait forgé son personnage du « beauf » dès 1972, personnage antagoniste du Grand Duduche créé quant à lui en 1963 (le Grand Duduche est d'ailleurs conçu par Cabu comme son autoportrait).
La référence à la belle-famille dans le terme même de « beauf » est en soi un cliché humoristique, celle-ci étant souvent présentée comme porteuse de fréquentations désagréables et de tracas divers ; ses membres, comme le beau-frère ou la belle-mère, sont dépeints dans nombre de récits comiques (La Famille Illico, Un gars, une fille, Mon beau-père et moi, Mariage à la grecque, etc.) comme des personnes insupportables, ou simplement envahissantes, dont on ne peut cependant se défaire.
Le terme « beauf » désigne généralement une personne plutôt de classe moyenne ou populaire, aux idées étroites, aux manières vulgaires, aux goûts douteux, nourrie de préjugés et peu tolérante. Selon diverses représentations, le « beauf » est peu cultivé et parfois fier de l'être, : la caricature d'un type de beauf le veut empreint d'une certaine autosatisfaction.
Gérard Mauger propose une origine alternative : le terme pourrait venir des « B. O. F. », abréviation de « Beurres Œufs Fromages » désignant les commerçants qui ont, pendant l'Occupation, profité de la pénurie pour pratiquer des prix prohibitifs. Cependant, le terme provient plus certainement de la contraction de beau-frère. La base historique du vocabulaire français atteste d'ailleurs de plusieurs utilisations de cet usage dès 1948 par Albert Paraz dans Le Gala des vaches puis en 1960 par Albertine Sarrazin dans Lettres à Julien et Biftons de prison,.
Le mot « beauf » peut aussi être employé en tant qu'adjectif pour désigner un objet ou une activité jugé(e) démodé(e), vulgaire ou trop peu élitiste, choses associées à l'attitude et au « style beauf ». Le terme entre dans Le Robert méthodique en 1982 avec pour définition : « Petit-bourgeois conservateur et phallocrate », puis dans le Larousse en 1988 avec pour définition : « Type de Français moyen aux idées étroites, bornées »,.

## Analyse
Compilation de stéréotypes et de croyances, le « beauf » n'existe pas d'un point de vue sociologique. Pour Gérard Mauger, cette figure « produit simultanément une représentation stigmatisée des classes populaires et une représentation enchantée de soi-même comme l'envers du groupe stigmatisé »,. Rose Lamy rapproche ainsi le discours « antibeauf » déployé médiatiquement et socialement du concept de « racisme de l'intelligence », évoqué par Pierre Bourdieu dans une intervention au colloque du MRAP organisé à l'UNESCO en mai 1978, puis publiée en 1979 dans le supplément de Droit et Liberté du n°382, et republiée ensuite en 1980 dans le recueil Questions de sociologie. Pour Bourdieu, ce racisme est ce qui permet aux dominants de « produire une « théodicée de leur propre privilège », comme dit Weber, c'est-à-dire une justification de l'ordre social qu'ils dominent. Il est ce qui fait que les dominants se sentent d'une essence supérieure ». Ce racisme de l'intelligence est un essentialisme, comme tout racisme, et il est « caractéristique d'une classe dominante dont le pouvoir repose en partie sur la possessions de titres qui [...] sont censés être des garanties d'intelligence et qui ont pris la place [...] des titres anciens comme les titres de propriété et les titres de noblesse »,.
Le discours « antibeauf » s'exprime notamment par le biais des prénoms, comme en témoigne par exemple un sketch diffusé en avril 2024 dans Le Grand Dimanche soir sur France Inter, émission portant des valeurs de gauche, et dans laquelle était moqué un monde où des ministres porteraient les noms de Jordan, Kevin, Kimberley, Brandon, Dylan ou Kelly. Baptiste Coulmont explique que les prénoms celtiques ou anglophones sont préférentiellement choisis « par des parents employés et ouvriers, rarement par des parents cadres ou exerçant une profession intermédiaire » à partir des années 1970, alors que préalablement les classes populaires s'inspiraient des classes dominantes. Rose Lamy estime ainsi que, plutôt de moquer les personnes portant ces prénoms, la gauche devrait encourager la présence en politique de ces personnes, observant que le Rassemblement national, par intérêt et par populisme, communique très largement sur le fait qu'ils fassent élire des personnes prénommées Steeve, Jordan ou Kévin,.
Ce discours passe également par le fait de dénigrer les consommations culturelles des classes populaires, comme en témoigne par exemple une punchline d'un humoriste de gauche, félicité dans les commentaires, au sujet de l'émission TPMP et de la télévision : « regarder TPMP, c'est regarder des gens plus bêtes que moi, commenter des programmes TV que j'ai eu l'intelligence de ne pas regarder ». Comme en témoigne également la considération que des chansons populaires sont des « plaisirs coupables » ou le mépris de la bande-dessinée au bénéfice d'un académisme artistique de la part des professeurs.
Ce discours se manifeste aussi à travers des considérations géographiques en parlant et en enseignant par exemple la « diagonale du vide », par le biais d'expressions géographiques comme « monter à Paris », par le fait de tourner des films majoritairement à Paris, par le fait que Paris soit le début et la fin des tournées de concerts ou spectacles, par le fait de moquer un territoire qu'on considère trop insignifiant pour savoir le situer. Lamy prend pour exemple un article de Technikart publié en mai 2012 et stigmatisant la campagne, par le biais de la petite ville creusoise de Guéret : l'article intitulé « La bouse ou la vie » décrit une « ville quasi morte » à la vie sociale « un brin consanguine puisqu'une personne sur deux connaît votre mère », composée de « ploucs, [de] viocs, [de] bovins en surnombre et [de] jeunes qui, malgré tout, n'ont pas toujours mauvais goût », ajoutant que la place du marché est devenue un « parking où zonent quelques bouseux en caquette-survêt'-banane tchatchant probablement de la mobylette à Greg » ; l'article donne lieu à une passe d'armes entre la rédaction et les habitants,.

## Dans la culture

### Dans la bande dessinée et la caricature
- Le beauf caricaturé par Cabu est censé représenter un type de français moyen : bedonnant, moustachu et chauvin, généralement électeur de droite, mais aussi occasionnellement de gauche (Cabu représente fréquemment son personnage de beauf comme électeur, d'abord de Jacques Chirac puis, à partir des années 1980, de Jean-Marie Le Pen ; il en fait cependant à l'occasion un électeur du Parti communiste français, voire plus rarement, d'Arlette Laguiller) et souvent raciste. Au début des années 1990, Cabu a créé une version plus urbaine, « branchée » du beauf « classique » : coiffé en catogan, avide de produits de luxe, le « nouveau beauf » vote à gauche, se dit écologiste tout en roulant en 4×4, travaille dans la pub, et déteste le « beauf » classique.
- La série Les Bidochon, de Binet, raconte les aventures d'un couple de beaufs[27].

### Dans la chanson et le sketch
- Coluche l'évoque dans plusieurs de ses sketches (notamment Gérard). Il le décrit précisément :

« Le beauf français, il ferait pas de mal à une mouche, il est râleur contre tout, il a une casquette avec écrit Ricard dessus, et il va en vacances dans sa caravane. Tous les caravaniers sont pas des beaufs. Beauf, c'est un état d'esprit. C'est comme vieux et jeune, il y a des mecs qui sont jeunes à tout âge et d'autres qui sont vieux très jeunes. Beauf, c'est pareil, il y a des patrons, il y a des ouvriers. Le beauf, c'est le mec qui reproche au gouvernement le mauvais temps en été, alors que c'est vraiment la faute à personne, à mon avis ».
- Le Studio Bagel, dans sa vidéo « La Beauféthie »[29].
- L'humoriste Jean-Marie Bigard[1].
- Mon beauf'[5], chanson du chanteur Renaud sur l'album Le Retour de Gérard Lambert (1981).

### Au cinéma et à la télévision
- Gérard Jugnot et, dans une moindre mesure, ses compères de la troupe du Splendid ont joué de nombreux rôles de beaufs à l'écran. Gérard Jugnot a d'ailleurs interprété un film intitulé Le Beauf, où son personnage se révèle justement moins stupide que prévu.
- Michaël Youn campe plusieurs personnages de jeunes beaufs dans ses films[30], chansons et sketches.

### Dans l'émission et la série TV
- En 2003, Kad et Olivier font apparaître un beauf dans la fausse pub Beauf de France.